# Centro Gallego de Buenos Aires
El Centro Gallego de Buenos Aires es una organización civil y sanatorio de la comunidad gallega en Buenos Aires, Argentina.

## Historia
Al fallecer don Pascual Veiga, el autor de la melodía Alborada gallega, se realizó un acto en su memoria el 31 de octubre de 1906, en el antiguo Teatro Victoria. A raíz de ese acontecimiento el periodista José R. Lence publicó en el Diario Español un artículo que «enfervorizó y movilizó a la colectividad gallega, surgiendo en este clima la iniciativa de fundar el Centro Gallego, hecho que se concretó el 2 de mayo de 1907», y por eso alguien dijo que «...el Centro Gallego nació de una canción».
Fue así que el 2 de mayo de 1907 se reunieron representantes de varias asociaciones gallegas y el periodista Lence, en la calle Alsina 946, casa del Presidente del Centro Vigués, don Antonio Varela Gómez, firmando el Acta de Fundación en la cual se establecía que la misma respondía al objetivo de «...llenar las necesidades de que completamente carece nuestra colectividad».
En el mes de junio de 1907, y con alrededor de 200 socios, el Centro se trasladó a un local alquilado de la calle Estados Unidos 1056, donde tuvieron lugar las primeras clases nocturnas de alfabetización. Don Antonio Varela Gómez presidió la Comisión Organizadora hasta la redacción del primer Estatuto, el día 21 de julio, cuando fue elegido Presidente, don Roque Ferreiro.
El 1 de octubre de 1907 comenzó a editarse con el nombre de «Región Galaica», la primera publicación realizada por la Institución, que correspondía a un folleto publicado del 5 al 20 de cada mes. En enero de 1909 el Centro se mudó a la calle Perú 689, lugar en el cual se instaló un pequeño servicio de curaciones que funcionaba bajo el control del Dr. Pablo Rubido, profesional que atendía de manera gratuita a los asociados en su consultorio particular, mientras que las curaciones estaban a cargo de un enfermero rentado. Dos años más tarde fueron aprobados los Estatutos que integraron a la Institución en el Mutualismo.
En el año 1912 el Centro se estableció en la casa de la calle Victoria (hoy Hipólito Yrigoyen) 1176, donde se instalaron los primeros consultorios médicos que dirigía gratuitamente el Dr. Avelino Barrio, primer Director Médico. Asimismo se implantó la asistencia a domicilio, creándose también un consultorio nocturno, que atendía de 20 a 21 horas. Allí funcionaban además los servicios de farmacia, fúnebre y de asesoramiento jurídico.
La atención médica se fue acrecentando y en el año 1914 la Institución ya contaba con diez facultativos. En 1913, durante la presidencia de Laureano Alonso Pérez, apareció el primer número del «Boletín Oficial del Centro Gallego», que más tarde comenzó a editarse con el nombre de «Galicia», órgano de comunicación de la Institución.
La afluencia de socios continuó y obligó a adquirir un edificio acorde con las nuevas necesidades, lo que trajo como consecuencia que en el año 1917, y merced a una suscripción popular fuera adquirido el inmueble de Belgrano 2189, lugar en el cual está emplazado actualmente. El mismo fue comprado en 65 000 pesos, aunque eran necesarios 41 000 pesos más para la reedificación, motivo por el cual los integrantes de cada una de las comisiones postulantes, vagaron de puerta en puerta, hasta conseguir reunir los fondos. La obra comenzó en 1918, inaugurándose el 2 de mayo de 1920.
Años más tarde se hizo un llamamiento a la cooperación social, que dio como resultado un gran aumento en el ingreso de socios, y nuevamente una de las primeras decisiones de la Junta Directiva, fue la construcción del edificio anexo al local de Belgrano 2171, haciéndose cargo el propio presidente, Alfredo Álvarez, de la dirección técnica y de la compra de materiales a precio de mayoristas. En 1923 fue la inauguración, sumando a las salas de clínica y cirugía, 30 dormitorios cuyo mobiliario fue donado por significativas personalidades.
Entre 1923 y 1926 se adquirieron seis propiedades contiguas al edificio social, por Belgrano, Pasco y Moreno. Se emitieron «obligaciones de 50 pesos cada una sin interés, a cobrarse en cuotas de 5 pesos mensuales y con el compromiso, por parte del Centro, de reintegrarlas en cuotas anuales, no menores del 10%». Como resultado de esa suscripción la mayoría de los contribuyentes donaron el importe en efectivo.
En 1929 se compró el inmueble de Belgrano 2159. En 1931 se convocó a concurso de anteproyectos para la construcción de la primera parte del Edificio Social en los terrenos de Belgrano y Pasco, y se eligió como ganadora la propuesta de los arquitectos Calvo, Jacobs y Giménez. Para la ceremonia en la que se colocó la piedra fundamental, fue traída tierra de las cuatro provincias gallegas.
La inauguración fue el 2 de mayo de 1936. En 1938 se adquirieron dos propiedades en Pasco 362 y 368, para la prosecución de las obras. En 1940 se inició la construcción de la segunda etapa, en Belgrano y Pasco, que fue inaugurada en 1941.

## Edificio
En la actualidad el Sanatorio Social abarca 34 000 m², distribuidos en seis plantas y dos subsuelos. Tiene un sector de internación con una capacidad para 370 pacientes; 6 quirófanos y 60 consultorios externos.
Cuenta asimismo con una Biblioteca que posee más de 20 000 volúmenes, el Teatro “Castelao”, una sala con capacidad para 400 personas; una Sala de Arte que lleva el nombre del artista gallego Isaac Díaz Pardo, en la cual se realizan exposiciones  artísticas.